# NGC 5600
NGC 5600 је спирална галаксија у сазвежђу Волар која се налази на NGC листи објеката дубоког неба.
Деклинација објекта је + 14° 38' 19" а ректасцензија 14h 23m 49,3s. Привидна величина (магнитуда) објекта NGC 5600 износи 12,0 а фотографска магнитуда 12,7. Налази се на удаљености од 87,932 милиона парсека од Сунца. NGC 5600 је још познат и под ознакама UGC 9220, MCG 3-37-13, CGCG 104-15, IRAS 14214+1451, ARAK 449, 8ZW 410, KUG 1421+148, PGC 51422.